# Hitcham (Suffolk)
Hitcham – wieś w Anglii, w hrabstwie Suffolk, w dystrykcie Babergh. Leży 19 km na zachód od miasta Ipswich i 98 km na północny wschód od Londynu. W 2011 miejscowość liczyła 774 mieszkańców. W jej skład wchodzą osady (hamlets) Bird Street, Cook’s Green i Cross Green.

## Znani mieszkańcy
- John Stevens Henslow - duchowny, botanik i geolog, najlepiej zapamiętany jako przyjaciel i mentor Charlesa Darwina.